# Okounov
Okounov (německy Okenau) je obec v okrese Chomutov v Ústeckém kraji. Kromě Okounova ji tvoří také Kotvina, Krupice a Oslovice a dohromady v nich žije 435 obyvatel.
Samotný Okounov stojí šest kilometrů jihozápadně od Klášterce nad Ohří. Nachází se na pravém břehu řeky Ohře v severní části Doupovských hor. Vesnici nejprve vlastnila drobná šlechta, ale od šestnáctého století Okounov patřil k Šumburku a později ke kláštereckému panství. Zdrojem obživy obyvatel byl především chov dobytka a zpracování dřeva v lesích. Teprve na konci devatenáctého století se začaly objevovat drobné průmyslové podniky. Významným zaměstnavatelem byla firma Erste Pürsteiner Sägen – und Werkzaugfabrik, jejíž provoz byl ukončen na začátku druhé poloviny dvacátého století.

## Název
Název vesnice byl utvořen ze jméno Okún (Okoun) ve významu Okounův dvůr. V historických pramenech se jméno vyskytuje ve tvarech: de Oknaw (1358 a 1369), Oknow (1384), de Kamow (1386), de Okunow (1394), v Okunowie (1543), pod Vokonovem (1499), z Vokonova (1540), v Oknow (1542), Okonow (1543), Ockenau (1787) a Okenau (1846).

## Historie
První písemná zmínka o Okounovu pochází z roku 1358, ale vesnice existovala pravděpodobně mnohem dříve, protože v roce 1363 uváděl úhošťanský farář nového faráře k okounovskému farnímu kostelu. Nejstaršími známými majiteli Okounova byli v letech 1359–1368 Ondřej a v letech 1386–1410 Erhart Doupovcové z Doupova. V roce 1475 je jako majitel uváděn Mikuláš ze Žďáru, ale pravděpodobně se o ves dělil s Vilémem z Doupova. Když Vilém začal v roce 1499 vybírat clo u mlýna pod Okounovem, patřila mu jistě celá vesnice.
Po Vilémovi vesnici v šestnáctém století získali Fictumové, kteří Okounov připojili k Šumburku. Po odsouzení Opla z Fictumu za padělání peněz a jeho útěku ze země dostali Okounov se čtyřmi vesnicemi od krále Ferdinanda v roce 1533 Hanuš a Volfdrych z Fictumu.
V Okounově do té doby stávala panská tvrz, ale za Fictumů byla opuštěna a poslední zmínka o ní pochází z roku 1540. Stávala pravděpodobně v blízkosti kostela, ale nic se z ní nedochovalo. Podle obecní kroniky však stála nad rybníkem.
V roce 1540 došlo k rozdělení šumburského majetku na třetiny. Menší část tvořilo klášterecké panství, zatímco zbývající dvě třetiny patřily postupně Šumburkům (1543), Petru Boryňovi ze Lhoty a na Nezabylicích a po něm jeho dceři Markétě. Markéta Okounov nejpozději roku 1604 prodala i s vesnicemi Hora, Tunkov a Telcov bratrům Steinsdorfům ze Steinsdorfu na Hlubanech. Od roku 1605 už Okounov zůstal součástí kláštereckého panství až do zrušení patrimoniální správy. To patřilo Fictumům do stavovského povstání, jehož se jako jeden z direktorů zúčastnil Kryštof z Fictumu, za což byl posmrtně odsouzen ke ztrátě majetku. Zkonfiskovaný Klášterec potom od královské komory koupil 2. června 1623 Kryštof Šimon Thun.
Na počátku třicetileté války, v roce 1621, vesnici vydrancoval vojenský oddíl, který ukořistil 120 kop grošů výpalného, a navíc odvedl devět koní a většinu dobytka. Velká část obyvatel vesnice někdy v té době vymřela na mor a přeživší odešli jinam. Ještě před koncem války ale lidé vesnici znovu osídlili a v roce 1649 zde žilo 26 rodin. Podle berní ruly z roku 1654 v Okounově žilo třináct chalupníků a osm poddaných bez pozemků. Celkem chovali 39 krav, 31 jalovic a dvacet koz. Kromě nich ve vsi bydlel také jeden sedlák, který patřil k doupovskému panství a který choval tři krávy, čtyři jalovice a jednu kozu. Na neúrodných kopcovitých polích se v té době pěstovalo žito, ale hlavním zdrojem obživy byl chov dobytka a práce v lese. Jeden z chalupníků provozoval šenk.
V osmnáctém století Okounov postihly válečné události i živelné pohromy. V roce 1742 vesnici vydrancovali vojáci během válek o rakouské dědictví a roku 1778 znovu ve válce o bavorské dědictví. Opakované krupobití ve stejném roce navíc způsobilo hladomor.
Podle díla Johanna Gottfrieda Sommera z roku 1846 stálo v Okounově 38 domů, v nichž žilo 194 obyvatel. Roku 1863 vesnici postihl velký požár, při kterém shořel kostel i s farou, škola, pět obytných domů a řadou hospodářských budov. Nově postavený kostel byl vysvěcen roku 1866.
Zemědělství představovalo až do konce devatenáctého století hlavní zdroj obživy okounovských obyvatel. Významný byl chov dobytka, ale pěstovalo se také obilí, okopaniny a ovocné stromy. Od počátku dvacátého století se začal rozvíjet také průmysl, přestože elektřina byla do vsi zavedena až v letech 1920–1921 z kadaňské elektrárny. Nejstarším podnikem bývala cihelna založená už v roce 1888, ale roku 1917 do Okounova z Perštejna přesídlila firma Erste Pürsteiner Sägen – und Werkzaugfabrik v majetku Hermanna Pickarta, ve které se vyráběly nástroje pro dřevařský a kovodělný průmysl (pily, hoblovací nože, kružce, vrtáky, nebozezy ad.). Její produkty se vyvážely i do Ameriky. Tovární budova byla postavena na břehu Ohře a patřil k ní hotel Remscheider Hof, později přestavěný na firemní kanceláře a byt majitele. Ochrannou známkou známkou společnosti byl jelen svatého Huberta.
Dalšími podniky v Okounově byly roku 1924 thunská vápenka a mlýn na tříslo postavený západně od vesnice. Kromě nich ve vsi fungovaly čtyři hostince, obchod se smíšeným zbožím, obchod s uhlím, dvě trafiky a živnost provozovala řada řemeslníků. Od roku 1904 měl Okounov vlastní vodovod se zdrojem vody vzdáleným 200 metrů jižně od vesnice, ale s přibývajícím počtem domů musel být v roce 1921 doplněn o nové přívody vody.
Po druhé světové válce byli vysídleni němečtí obyvatelé, což vedlo k nedostatku pracovníků v regionu. Roku 1946 bylo proto navrženo sloučení firmy Pickart s perštejnskou Altenou, ale není jisté, zda k němu nakonec došlo. O rok později v Pickartově továrně pracovalo 140 lidí. Nakonec byly obě firmy začleněny 13. dubna 1948 do národního podniku Pilana Hulín a roku 1953 byl okounovský provoz uzavřen. V roce 1951 v Okounově vzniklo jednotné zemědělské družstvo.

## Obyvatelstvo
Při sčítání lidu v roce 1921 zde žilo 444 obyvatel (z toho 227 mužů), z nichž byli tři Čechoslováci, 438 Němců a tři cizinci. Kromě osmi evangelíků patřili k římskokatolické církvi. Podle sčítání lidu z roku 1930 měla vesnice 544 obyvatel: 37 Čechoslováků, 495 Němců a dvanáct cizinců. Převažovala římskokatolická většina, ale žilo zde také čtrnáct evangelíků, čtyři členové církve československé a šestnáct lidí bez vyznání.
|                                                                                | 1869 | 1880 | 1890 | 1900 | 1910 | 1921 | 1930 | 1950 | 1961 | 1970 | 1980 | 1991 | 2001 | 2011 | 2021 |
| ------------------------------------------------------------------------------ | ---- | ---- | ---- | ---- | ---- | ---- | ---- | ---- | ---- | ---- | ---- | ---- | ---- | ---- | ---- |
| Obyvatelé                                                                      | 296  | 369  | 386  | 420  | 399  | 444  | 544  | 266  | 272  | 250  | 204  | 147  | 162  | 179  | 221  |
| Domy                                                                           | 45   | 57   | 61   | 62   | 59   | 61   | 86   | 55   | 104  | 60   | 51   | 68   | 69   | 73   | 83   |
| Data z roku 1961 zahrnují i domy z místních částí Kotvina, Krupice a Oslovice. |      |      |      |      |      |      |      |      |      |      |      |      |      |      |      |

## Obecní správa
Od zrušení poddanství je Okounov samostatnou obcí v okrese Kadaň. Od sčítání lidu v roce 1869 jsou u něj uváděny osady Krupice, Oslovice a do roku 1890 také Kamenec a Korunní. V letech 1869–1953 k Okounovu patřila osada Hora, která zanikla při zřizování Vojenského újezdu Hradiště a spolu s Kamencem a Korunní připadla do okresu Karlovy Vary. Od reformy územní správy v roce 1960 obec patří do okresu Chomutov a má čtyři části obce:
- Okounov (k. ú. Okounov)
- Kotvina (k. ú. Kotvina)
- Krupice (k. ú. Krupice a Okounov u Hradiště)
- Oslovice (k. ú. Oslovice)

## Hospodářství a doprava
V areálu bývalé Pickartovy továrny sídlí firma Stavební společnost Jaroslav Oršuliak, která se mimo jiné podílela na stavbě vilové čtvrti u kadaňské nemocnice. Mezi Okounovem, Krupicí a Oslovicemi se nachází obora Javor zaměřená na chov muflonů.
Podél severovýchodního okraje vesnice vede železniční trať Chomutov–Cheb, na které se nachází stanice Perštejn.

## Společnost
Koncem devatenáctého století v Okounově působili tři spolky a sbor dobrovolných hasičů založený v roce 1875.

### Školství
První zmínka o okounovské škole je z roku 1779. Majitelé panství nechali postavit novou budovu v roce 1825, ale ta roku 1863 vyhořela. Byla sice opravena, ale svou kapacitou nestačila, a vyučování jedné třídy proto probíhalo v domě čp. 6. Nová školní budova je z roku 1913. Vyučování v ní už neprobíhá a děti dojíždějí do školy v Perštejně.

## Pamětihodnosti
Na západním okraji vesnice stojí novogotický kostel svatého Vavřince z roku 1866 a nedaleko od něj se nachází barokní sousoší Panny Marie, svatého Štěpána a svatého Vavřince. K drobným památkám patří malá dřevěná zvonička na pozemku domu čp. 45. Nad jižní částí vesnice se zdvihá návrší Holý kopec s přírodní památkou Pastviště u Okounova.